# اسپاسیا مانوس
اسپاسیا مأنوس (انگلیسی: Aspasia Manos; ۴ سپتامبر ۱۸۹۶ – ۷ اوت ۱۹۷۲) اشراف‌زاده یونانی بود که همسر الکساندر یونان، فهرست شاهان یونان شد. به دلیل جنجال پیرامون ازدواجش، او به جای «ملکه آسپاسیا»، به عنوان مدام مانو شناخته می‌شد تا اینکه پس از مرگ الکساندر و بازگشت پادشاه کنستانتین یکم یونان در ۱۰ سپتامبر ۱۹۲۲، به عنوان شاهدخت آسپاسیا یونان و دانمارک شناخته شد. از طریق ازدواجش، او و نسل‌های بعدیش تنها اعضای یونانی‌ها خانواده سلطنتی یونان بودند که خانواده سلطنتی دانمارک از آن‌ها منشأ گرفته بود.

## زندگی
آسپاسیا دختر سرهنگ پتروس مأنوس، دستیار پادشاه کنستانتین یکم یونان، و ماریا آرگیروپولوس (پتروس مانوس و ماریا آرگیروپولوس هر دو از نسل‌های برجسته یونانی فناریوت‌های قسطنطنیه و نسل‌هایی از شاهزادگان حاکم فهرست حکمرانان ترانس‌ویلانی، فهرست حکمرانان والاشیا و فهرست حکمرانان مولداوی بودند)، در کنار خانواده سلطنتی بزرگ شد. پس از طلاق والدینش، او برای تحصیل به فرانسه و سوئیس فرستاده شد. او در سال ۱۹۱۵ به یونان بازگشت و با شاهزاده الکساندر آشنا شد، به طوری که به دلیل پیش‌بینی مخالفت خانواده سلطنتی با رابطه الکساندر اول با زنی که به یکی از خاندان‌های سلطنتی اروپایی تعلق نداشت، آن‌ها به‌طور مخفیانه نامزد شدند.
در همین حال، وضعیت داخلی یونان به دلیل جنگ جهانی اول پیچیده شده بود. پادشاه کنستانتین اول در سال ۱۹۱۷ استعفا داد و الکساندر به عنوان پادشاه انتخاب شد. الکساندر که از خانواده‌اش جدا شده بود و تحت فشار نخست‌وزیر الفتریوس ونیزلوس قرار داشت، در آسپاچیا آرامش یافت. علیرغم مخالفت والدینش (که در سوئیس در تبعید بودند) و ونیزلی‌ها (که می‌خواستند پادشاه با یک شاهزاده بریتانیایی ازدواج کند)، پادشاه الکساندر اول به‌طور مخفیانه در ۱۷ نوامبر ۱۹۱۹ با آسپاسیا ازدواج کرد. افشای عمومی این ازدواج به سرعت باعث رسوایی بزرگی شد و آسپاسیا به‌طور موقت یونان را ترک کرد. با این حال، او پس از چند ماه جدایی با همسرش دوباره با وی مزدج شد و سپس اجازه یافت بدون دریافت عنوان ملکه هلسینکی به یونان بازگردد. او باردار شد، اما الکساندر در ۲۵ اکتبر ۱۹۲۰، کمتر از یک سال پس از ازدواجشان، درگذشت.